# Port lotniczy Lleida-Alguaire
Port lotniczy Lleida-Alguaire – port lotniczy położony w Alguaire, 15 km od centrum Lleidy (Katalonia, Hiszpania). Obsługuje głównie połączenia regionalne.

## Kierunki lotów i linie lotnicze
| Linia Lotnicza | Kierunek                                 |
| -------------- | ---------------------------------------- |
| Iberia         | 1. Ibiza 2. Menorka 3. Palma de Mallorca |